# Патриот (альбом)
«Патриот» — одиннадцатый номерной студийный альбом группы «Облачный край», записанный на студии «АнТроп» в Санкт-Петербурге и вышедший в 2003 году.

## Запись альбома
Альбом записывался и сводился на студиях «Палитра», «АнТроп», «Артекс» и «МизАнтроп». В качестве звукорежиссёров выступали Игорь Патокин, Эвелина Шмелёва и сам лидер «Облачного края» Сергей Богаев. Как и во время записи предыдущего альбома, Богаев был основным вокалистом во всех композициях, а также исполнил партии гитары и баса плюс большинство клавишных партий. За ударной установкой сидели Дмитрий Леонтьев и Валерий Журавлёв, ранее игравшие в составе группы.
С группой вновь сотрудничал художник и фотограф Сергей Супалов, выполнивший компьютерный дизайн альбома.
Готовый альбом был выпущен лейблом «АнТроп» в 2003 году. Слушая уже выпущенный альбом, Богаев отмечал значительное количество технических недостатков, негативно сказавшихся на звучании.

## Список композиций
1. Инструментал I (Марш) (3:24)
2. Однополчане (3:34)
3. Тупая (1:59)
4. Кто? (4:10)
5. Настенька (5:58)
6. Радуги-дуги (3:19)
7. Макарена (bonus track) (5:10)
8. Калмык-металлюга (1:10)
9. Смерть хакера Добролюбова (6:10)
10. Патриот I (Пограничник) (3:55)
11. Патриот II (Партизан) (4:27)
12. Инструментал II (Вальс) (2:46)

Автор всех композиций — Сергей Богаев.

## Участники записи
- Сергей Богаев — вокал, гитары, бас, клавишные
- Дмитрий Леонтьев — барабаны
- Валерий Журавлёв — барабаны
- Максим Дюрягин — саксофон
- Андрей Корельский — программирование синтезаторов
- Дмитрий Куликовский — саксофон (2)
- Эвелина Шмелёва — реплики (8)
- Игорь Патокин — бэк-вокал (3, 9)[1]